# Michele Orecchia
Michele Orecchia (ur. 26 grudnia 1903 w Marsylii, zm. 11 grudnia 1981 w Moncalieri) – włoski kolarz szosowy, brązowy medalista mistrzostw świata.

## Kariera
Największy sukces w karierze Michele Orecchia osiągnął w 1927 roku, kiedy zdobył brązowy medal w wyścigu ze startu wspólnego amatorów podczas mistrzostw świata w Nürburgu. W zawodach tych wyprzedzili go tylko Belg Jean Aerts oraz Rudolf Wolke z Republiki Weimarskiej. Był to jednak jedyny medal wywalczony przez Orecchię na międzynarodowej imprezie tej rangi. Był też czwarty w Giro dell’Emilia i siódmy w Giro del Piemonte w 1929 roku. Kilkakrotnie startował w Giro d’Italia, najlepszy wynik osiągając w 1929 roku, kiedy zajął dziewiątą pozycję w klasyfikacji generalnej. Trzykrotnie brał udział w Tour de France, w tym w 1932 roku wygrał jeden etap i zajął czternaste miejsce w klasyfikacji generalnej. W 1928 roku wystąpił na igrzyskach olimpijskich a Amsterdamie, gdzie był szesnasty w wyścigu ze startu wspólnego i czwarty w drużynie. Jako zawodowiec startował w latach 1927-1934.